# Cevicos
Cevicos é uma vila e município da República Dominicana pertencente à província de Sánchez Ramírez.
Sua população estimada em 2012 era de 12 589 habitantes.

## Visão geral
A vila está localizada em um planalto verde entre Cotuí e Sabana Grande de Boyá. Seu distrito municipal é a aldeia de La Cueva.
Produz frutas como manga, abacaxi, cana-de-açúcar, maracujá e muitas outras.

## Personalidades
- Joe Veras, um famoso cantor de música bachata